# Oscar E. Bland

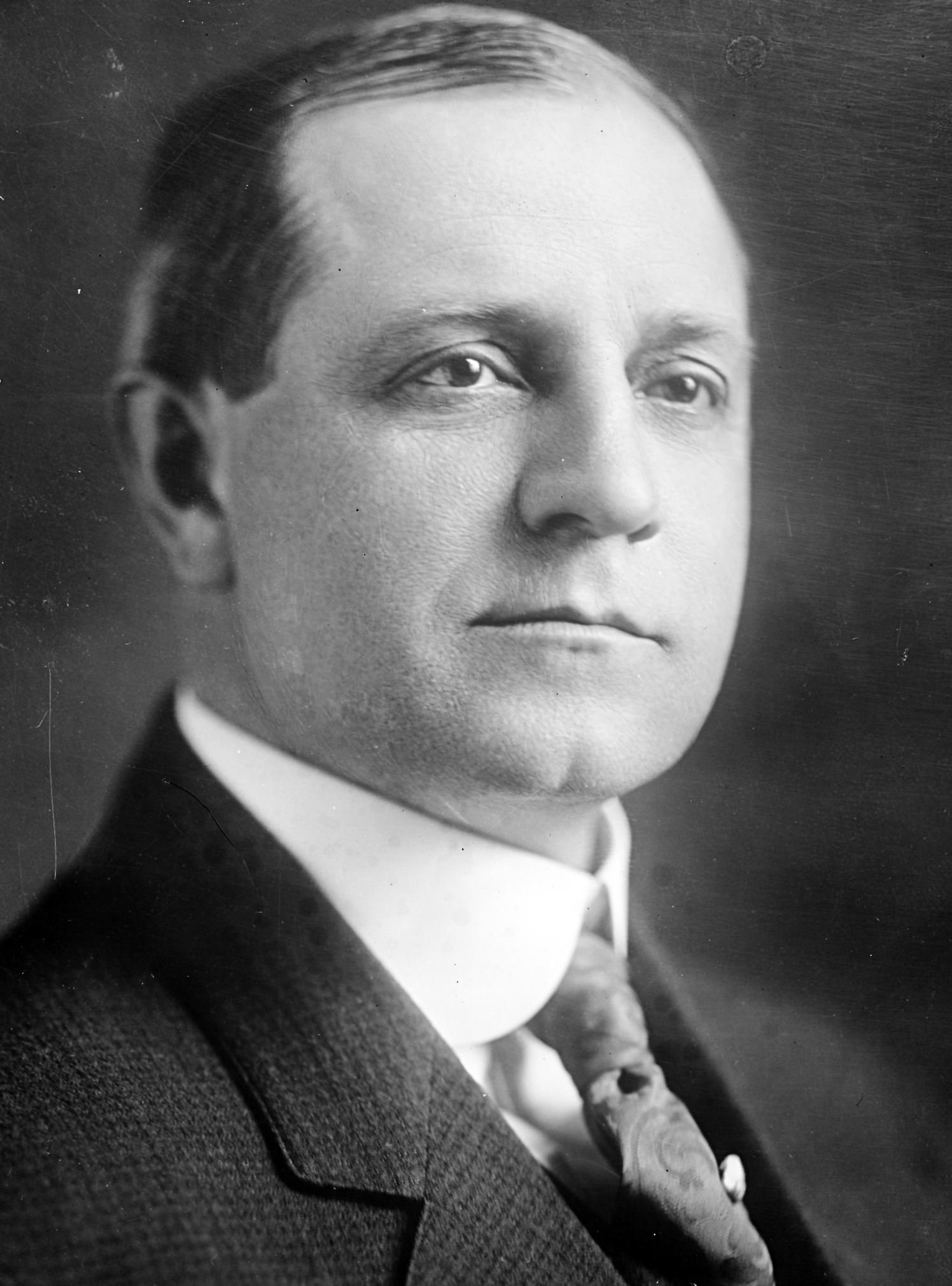
Oscar E. Bland

Oscar Edward Bland (* 21. November 1877 bei Bloomfield, Greene County, Indiana; † 3. August 1951 in Washington, D.C.) war ein US-amerikanischer Jurist und Politiker. Zwischen 1917 und 1923 vertrat er den Bundesstaat Indiana im US-Repräsentantenhaus.

## Werdegang
Oscar Bland besuchte zunächst die öffentlichen Schulen seiner Heimat. Danach studierte er an der Valparaiso University sowie an der Indiana University in Bloomington. Anschließend arbeitete er drei Jahre lang als Lehrer. Nach einem Jurastudium und seiner im Jahr 1901 erfolgten Zulassung als Rechtsanwalt begann er in Linton in diesem Beruf zu praktizieren. Gleichzeitig schlug er als Mitglied der Republikanischen Partei eine politische Laufbahn ein. Von 1907 bis 1909 saß Bland im Senat von Indiana. In den Jahren 1910, 1912 und 1914 kandidierte er jeweils erfolglos für den Kongress.
Bei den Kongresswahlen des Jahres 1916 wurde Bland im zweiten Wahlbezirk von Indiana in das US-Repräsentantenhaus in Washington gewählt, wo er am 4. März 1917 die Nachfolge von William A. Cullop antrat. Nach zwei Wiederwahlen konnte er bis zum 3. März 1923 drei Legislaturperioden im Kongress absolvieren. In diese Zeit fiel der Erste Weltkrieg. In den Jahren 1919 und 1920 wurden der 18. und der 19. Verfassungszusatz ratifiziert. Von 1919 bis 1923 war Oscar Bland Vorsitzender des Committee on Industrial Arts and Expositions. Im Jahr 1922 wurde er nicht wiedergewählt.
Nach seinem Ausscheiden aus dem US-Repräsentantenhaus wurde Bland von Präsident Warren G. Harding zum Bundesrichter am United States Court of Customs Appeals ernannt. Dieses Amt bekleidete er von 1923 bis zu seinem Rücktritt im Jahr 1949. Danach arbeitete er noch einmal als Rechtsanwalt. Oscar Bland starb am 3. August 1951 in der Bundeshauptstadt Washington.